# Castoraeschna corbeti
Castoraeschna corbeti – gatunek ważki z rodziny żagnicowatych (Aeshnidae).